# Thirty Days (To Come Back Home)/Together (We Will Always Be)
Thirty Days (To Come Back Home)/Together (We Will Always Be) è un singolo di Chuck Berry pubblicato (con la denominazione Chuck Berry & His Combo) a settembre 1955 dalla Chess Records di Chicago. in gommalacca a 78 giri e in vinile a 45 giri.

## Descrizione
Entrambi i brani vennero registrati il 21 maggio 1955. 
Thirty Days (To Come Back Home) è ispirata all'esperienza nel riformatorio di Algoa dove scontò tre anni, accusato di rapina, dal 1945 al 1947. Il testo ha un verso, "If I can't get no satisfaction from judge" che qualche anno dopo viene ripreso dai Rolling Stones per (I Can't Get No) Satisfaction, come hanno dichiarato loro stessi.
Together (We Will Always Be) è invece il tentativo di scrivere una ballata alla Nat King Cole che lo stesso Berry, dopo la pubblicazione del disco, giudicò un fallimento.
Il brano sul lato A venne incluso, con il titolo abbreviato a Thirty Days, nella colonna sonora del film Il re del rock and roll, mentre Together (We Will Always Be) nel 1957 entrò nell'album After School Session.

## Tracce
LATO A
1. Thirty Days (To Come Back Home) – 2:42 (Chuck Berry; edizioni musicali Arc Music Publishing)

LATO B
1. Together (We Will Always Be) – 2:28 (Chuck Berry; edizioni musicali Arc Music Publishing)

## Musicisti
- Chuck Berry: chitarra, voce
- Johnnie Johnson: pianoforte
- Willie Dixon: basso
- Jasper Thomas: batteria
- Ebby Hardy: batteria
- Jerome Green: maracas